# Thecla aepeona
Thecla aepeona är en fjärilsart som beskrevs av Max Wilhelm Karl Draudt 1920. Thecla aepeona ingår i släktet Thecla och familjen juvelvingar. Inga underarter finns listade i Catalogue of Life.